# À tes côtés
Pour les articles homonymes, voir À tes côtés (homonymie).
Pour plus de détails, voir Fiche technique et Distribution.
À tes côtés est un téléfilm français réalisé en 2021 par Gilles Paquet-Brenner et diffusé sur TF1 le 11 octobre 2021. 

## Synopsis
Lorsque Marcel, vigneron fâché avec son fils, apprend qu'il est condamné par un cancer, il décide de se réconcilier et demande à son fils Anthony de rester à ses côtés sur la fin de sa vie.

## Distribution
- Jarry : Anthony
- Didier Bourdon : Marcel
- Marie-Anne Chazel : Chantal
- Matthias Van Khache : Pierre
- Éric Pucheu : Simon
- Charlotte Gabris : Sandrine
- Terence Telle : Damien
- Delphine Baril : Femme de Pierre